# 刎頸の交わり
刎頸の交わり（ふんけいのまじわり）は、中国の戦国時代に趙で活躍した、藺相如と廉頗が残した故事。刎頸の友ともいう。『史記』原文には「刎頸（之）交」とある。刎頸とは「頸（くび）を刎（は）ねる」、即ち斬首のことで、「お互い（のため）に首を斬られても後悔しないような仲」という成語として用いられる。

## 経緯
『史記』によると、藺相如は大国秦との外交で体を張って宝物「和氏の璧」と趙の面子を守り、趙王に仕える宦官の食客から上卿（大臣級）に昇格した。しかし歴戦の名将である廉頗は、口先だけで上卿にまで昇格した藺相如に強い不満を抱いた。それ以降、藺相如は病気と称して外にあまり出なくなった。
ある日、藺相如が外出した際に偶然廉頗と出会いそうになったので、藺相如は別の道を取って廉頗を避けた。その日の夜、藺相如の家臣たちが集まり、主人の気弱な態度は目に余ると言って辞職を申し出た。だが藺相如は、いま廉頗と自分が争っては秦の思うつぼであり、国のために廉頗の行動に目をつぶっているのだと諭した。
この話が広まって廉頗の耳にも入ると、廉頗は上半身裸になり、いばらの鞭を持って、「藺相如殿、この愚か者はあなたの寛大なお心に気付かず無礼をしてしまった。どうかあなたのお気の済むまでこの鞭で我が身をお打ちあれ」と藺相如に謝罪した。藺相如は「何を仰せられます、将軍がいてこその趙の国です」と、これを許し、廉頗に服を着させた。廉頗はこれに感動し「あなたにならば、たとえこの首をはねられようとも悔いはござらぬ」と言い、藺相如も同様に「私も、将軍にならば喜んでこの首を差し出しましょう」と言った。こうして二人は互いのために頸（首）を刎（は）ねられても悔いはないとする誓いを結び、ここに「刎頸の友」という言葉が生まれた。この二人が健在なうちは秦は趙に対して手を出せなかった。

## のちの刎頸の交わり
それから50年後の秦代末期、張耳と陳余という人物が藺相如と廉頗を見習い刎頸の交わりを交わした。だが反乱軍に身を投じた二人は、秦との戦いで張耳が秦軍に追い詰められたとき、陳余が秦の大軍の強さに圧倒されたために援軍を送れずにいたことから仲違いをし、ついには互いの一族を殺し合うような仲になってしまった。
また、蜀漢の劉備と魏の政治家である牽招が、おたがいに若き日に「刎頸の交わり」の仲であった記述がある。
日本では、1970年代にロッキード事件で、元首相の田中角栄と実業家の小佐野賢治の関係が「刎頸の友」として有名になり、裁判でも取り上げられた。これについては、1973年（昭和48年）に国会で、当時現職の首相であった田中が、親友の入内島金一について「この世の中にある三人の一人であるというぐらいに刎頸の友である」と発言したことに対し、残りの2人は誰なのか、という詮索が行われ、結局、中西正光と小佐野賢治ということに落ち着いたものであり、この3人のうち入内島と中西はあまりマスコミに取り上げられなかったことから、もっぱら小佐野のみが田中の刎頸の友として知られるようになった、という経緯がある。
沖縄方言で、親友を意味する『くびちりどぅし』は、刎頚の友を意訳したものである。